# Serie La Cultura
Este artículo es acerca de los libros de la serie. Para la civilización ficticia del mismo nombre ver La Cultura
La serie La Cultura, secuencia La Cultura o ciclo de La Cultura se refiere a una serie de novelas y cuentos del autor escocés Iain M. Banks (1954 – 2013). Las historias se centran alrededor de La Cultura, una utopía post-escasez semi-anárquica consistente de varias razas humanoides y administrada por muy avanzadas inteligencias artificiales. El tema principal de las novelas es el dilema que enfrenta una hiperpotencia idealista con civilizaciones que no comparten sus ideales y cuyos comportamientos algunas veces encuentra repulsivos. En algunas de las historias, la acción ocurre principalmente en ambientes ajenos a La Cultura, y los protagonistas principales a menudo se encuentran en los límites o no son miembros de La Cultura, algunas veces actuando como agentes de los planes de La Cultura para civilizar a la galaxia.

## La Cultura
La Cultura es una sociedad post-escasez formada por varias razas humanoides y de inteligencias artificiales hace 9.000 años atrás. Dado que la mayoría de su población biológica puede tener virtualmente todo lo que quieran sin la necesidad de trabajar, existe poca necesidad de leyes o de policía, y La Cultura es semi anárquica. Sus miembros viven principalmente en naves espaciales y otras construcciones espaciales, debido a que sus fundadores desean evitar las estructuras de poder corporativas y políticas centralizadas que las economías basadas en planetas hacen prosperar. La mayoría de la planificación y administración es realizada por las Mentes, unas inteligencias artificiales muy avanzadas.
Aunque La Cultura tiene una tecnología más avanzada y una economía más poderosa que la vasta mayoría de las civilizaciones conocidas, de hecho es una de las civilizaciones "Involucradas" que toman parte activa en los asuntos galácticos. Los Homomda son ligeramente más avanzados mientras que los Morthanveld tienen una población y economía mucho más grandes. Algunas de las civilizaciones que no toman parte en la política galáctica son vastamente más poderosas, tales como los Dra'Azon, con quienes La Cultura es reluctante en antagonizar a pesar de la necesidad de rescatar una Mente varada en un planeta reservado por los Dra'Azon como una memoria, y los Behemothaurs, de quienes se conoce poco excepto que las civilizaciones que se han inmiscuido con ellos tienen el hábito de desaparecer.
Algunas otras civilizaciones tienen una visión menos favorable de La Cultura. En la época de su guerra contra La Cultura, los Idiranes y algunos de sus aliados consideraban el control que las Mentes ejercen sobre La Cultura como una forma de idolatría. Los Homomda consideran que LA Cultura es idealista e hiper-activa. Algunos miembros de La Cultura se han separado y formado una civilización similar pero menos activista, el Elenco Zetetico, mientras que otros simplemente se han separado temporal o permanentemente.

## Novelas
Las novelas de La Cultura comprenden (en orden de publicación y mayormente en orden cronológico):
| Título | Publicada por primera vez | Fecha de ambientación                                          | ISBN           |
| --- | ------------------------- | -------------------------------------------------------------- | -------------- |
| Pensad en Flebas | 1987                      | 1331 D.C.                                                      | 1-85723-138-4  |
| Un episodio en la única guerra total de La Cultura, narrada principalmente desde el punto de vista de un agente especial enemigo quien tardíamente se da cuenta de cuanto él tiene en común con La Cultura. |                           |                                                                |                |
| El Jugador | 1988                      | 2083 D.C.                                                      | 1-85723-146-5  |
| Un aburrido miembro de La Cultura es chantajeado para convertirse en un agente de La Cultura en un plan para subvertir a un imperio brutal y jerárquico. Su misión es ganar un torneo de alcance imperial mediante el cual se selecciona al gobernante de dicho imperio. |                           |                                                                |                |
| Última Generación | 1989                      | varias (la historia del título transcurre en el año 1977 D.C.) | 0-929480-06-6  |
| Una colección de cuentos. Dos de los trabajos están ambientados explícitamente en el universo de La Cultura ("The State of the Art", en castellano Última Generación, y "Un Regalo de La Cultura"), con un tercer trabajo ("Descendiente") ambientado posiblemente en el universo de La Cultura. En la novela corta del título, la Mente a cargo de una expedición a la Tierra decide no hacer contacto o interferir de forma alguna, sino que usa a la Tierra como un grupo de control para comparar las intervenciones y no intervenciones de largo plazo de La Cultura. |                           |                                                                |                |
| El uso de las armas | 1990                      | 2092 D.C.                                                      | 1-85723-135-X  |
| Los capítulos que describen la actual misión de un agente especial de La Cultura nacido y criado en un planeta que no pertenece a La Cultura se alternan con capítulos que describen en orden cronológico inverso misiones anteriores y los traumáticos eventos que lo convirtieron en lo que es él. |                           |                                                                |                |
| Excesión | 1996                      | 2067 D.C. (aproximadamente)                                    | 1-85723-394-8  |
| Un artefacto alienígena mucho más avanzado que lo comprendido por La Cultura es usado por un grupo de Mentes para atraer hacia una guerra a una civilización que tiene un comportamiento que ellas desaprueban; otro grupo de Mentes trabaja contra su conspiración. Una sub-trama cuenta como dos humanoides arreglan sus diferencias después de los traumáticos eventos que ocurrieron 40 años antes. |                           |                                                                |                |
| Inversiones | 1998                      | sin indicar                                                    | 1-85723-763-3  |
| No explícitamente una novela de La Cultura, pero relata lo que parecen ser dos misiones de contacto de La Cultura en un planeta cuyo desarrollo es equivalente al de la Europa Medieval. Las historias se entrelazan y son contadas desde el punto de vista de varios habitantes locales. |                           |                                                                |                |
| A Barlovento | 2000                      | 2170 D.C. (aproximadamente)                                    | 1-85723-969-5  |
| La Cultura ha interferido en el desarrollo de una raza conocida como los Chelgrianos, con consecuencias desastrosas. Ahora, a la luz de una estrella que fue destruida hace 800 años durante la guerra Idirana, planes para vengarse están siendo dados a luz. |                           |                                                                |                |
| Materia | 2008                      | 2087 D.C. (aproximadamente)                                    | 1-84149-417-8  |
| Una agente especial de La Cultura quien es una princesa de una sociedad feudal en enorme planeta artificial se entera de que un regente está intentando usurpar su trono. Cuando ella regresa con el propósito de detener al regente, se encuentra con una amenaza mucho más peligrosa. |                           |                                                                |                |
| Detalle Superficial | 2010                      | 2970 D.C. (aproximadamente)                                    | 1-84149-893-9  |
| Una joven mujer busca vengarse de su asesino después de ser resucitada por la tecnología de La Cultura. Mientras tanto, se está expandiendo una guerra por las almas digitalizadas desde el ciberespacio hasta el mundo real. |                           |                                                                |                |
| La Sonata del Hidrógeno | 2012                      | 2375–2567 D.C. (aproximadamente)                               | 978-0356501505 |
| En los últimos días de la civilización Gzilt, que se encuentra a punto de sublimar, un secreto muy antiguo de su historia amenaza con desenredar sus planes. Ayudado por varias naves de La Cultura y sus avatares, uno de los Gzilt trata de descubrir si la mayor parte de su historia realmente es una mentira. |                           |                                                                |                |

## Temas principales
Dado que la población biológica de La Cultura comúnmente vive tanto tiempo como 400 años y no tiene necesidad de trabajar, ellos enfrentan la dificulta de darle un sentido a sus vidas dado que las <<Mente>> y otras máquinas inteligentes pueden hacer casi cualquier cosa mejor que la población biológica. Muchos tratan, y unos pocos son exitosos, de unirse a <<Contacto>> el servicio diplomático de La Cultura o <<Circunstancias Especiales>>, el servicio secreto de La Cultura. Banks describió a La Cultura como "una dama ociosa increíblemente rica que hace obras benéficas y de caridad... Contacto lo hace a gran escala". La misma necesidad de encontrar un propósito para existir llevó a La Cultura como un todo a embarcarse voluntariamente en su única guerra total, para detener la expansión de los idiranes teocráticos y militaristas – de otra forma el avance económico y tecnológico de La Cultura sería un ejercicio inútil en hedonismo.
Todas las historias muestran la tensión entre los humanos de La Cultura, los ideales anarquistas y su necesidad de intervenir en los asuntos de las civilizaciones menos iluminadas y, a menudo, menos avanzadas. La primera novela de La Cultura, Pensad en Flebas (1987), describe un episodio en la guerra contra Iridan, que las Mentes de La Cultura pronostican que causaría miles de millones de muertos en ambos lados, pero que sus cálculos utilitarísticos predicen que sería el mejor curso de acción en el largo plazo. La guerra contra Iridina sirve como un punto de referencia recurrente en la mayoría de las novelas siguientes, influyendo el desarrollo de La Cultura por siglos y dividiendo a sus residentes -tanto humanoides como inteligencias artificiales- de acuerdo a los ideales de pacifismo y de intervencionismo; los hábitats cuyas poblaciones se oponen a la guerra forman los "Ulteriores" de La Cultura como una sociedad paralela. Coherente con la orientación anarquista de La Cultura -y libres de la escasez de recursos- las naves que combaten en la guerra nunca intentan, ni siquiera contemplan la posibilidad de intentar, aplastar a los Ulteriores. En El Jugador (1988), un ciudadano de La Cultura es chantajeado para se convierta en un agente de La Cultura en un plan para desestabilizar un imperio represivo. En El Uso de las Armas se exploran los pensamiento y el oscuro secreto de un mercenario a quien La Cultura emplea para varias operaciones de cambio de régimen. La trama principal en Excesión (1996) es acerca de los intentos de algunas Mentes para hacer fracasar un complot llevado a cabo por otras Mentes para provocar una guerra con una raza asquerosamente sádica y en rápida expansión. En A Barlovento (2000), La Cultura ha evitado una atrocidad planificada por los Chelgrianos en represalia por el intento de La Cultura de democratizar el rígido sistema de castas de los Chelgrianos, lo que lleva a una devastadora guerra civil entre el nuevo régimen y la vieja élite; después de prevenir el desastre, La Cultura se toma una sádica venganza contra el jefe de los conspiradores -Banks comentó que con el propósito de evitar tales atrocidades "incluso La Cultura hace a un lado su usual libro de reglas morales". Andrew M. Butler dijo que, "habiendo establecido las tendencias pacíficas, utópicas, juguetonas de La Cultura, ... en los libros posteriores los trucos sucios de La Cultura se encuentran más expuestos".
Las historias de La Cultura han sido descritas como "inquietantemente proféticas". Pensad en Flebas (1987) presenta en forma explícita un choque de civilizaciones, aunque esta frase fue acuñada por Samuel P. Huntington en el año 1992. Esto es resaltado en la descripción de la novela acerca de la expansión iridana como una "yihad" y por su verso epigráfica obtenido desde el Corán, "la idolatría es peor que una matanza". Sin embargo, fue una "guerra santa" desde el punto de vista de La Cultura.  A través de la serie, Contacto y Circunstancias Especiales muestran su deseo de intervenir, algunas veces a la fuerza, en otras civilizaciones para ponerlas en el camino de también ser dirigidas por las Mentes. En Materia (2008), La Cultura toma ventaja de una increíblemente poderosa y vieja máquina Iln capaz de manipular y destruir la vida orgánica para influir a los Morthanveld, una civilización involucrada de alto nivel semejante que previamente se había detenido poco antes de dar completamente toda su sociedad y naves a las Mentes. Al asegurar que las naves Morthanveld enfrentaran a la máquina Iln, las Mentes de La Cultura involucraas creían que los Morthanveld finalmente concluirían que era necesario entregarse completamente a las Mentes. Las Mentes de La Cultura parecían estar de acuerdo con que era más seguro para la galaxia si todas las civilizaciones poderosas son administradas por inteligencias como ellas mismas. Este total respeto por la inteligencia artificial puede reflejar la "idolatría" implícita en el epígrafe al inicio de la primera novela de la serie. Como Horza, el personaje principal que combate contra La Cultura en Pensad en Flebas (1987), dice a un agente de Circunstancias Especiales, "Ustedes son gobernados por sus máquinas. Ustedes son un callejón sin salida evolutivo. El problema es que planifican intentar arrastrar allá abajo con ustedes a todo el resto" (p. 27).
La mayor parte de A Barlovento es un comentario sobre la guerra Idiran-La Cultura, desde el punto de vista de 800 años más tarde, principalmente reflejando el dolor de las pérdidas personales y a gran escala, y la culpa por los errores realizados en la guerra, incluyendo el rechazo de las ofertas de paz por parte de los idiranes. Combina estos con reflexiones similares por el intento de reformar el rígido sistema de castas de los Chelgrians; aunque el libro describe el asesinato casual de chelgriano de baja casta sin resistencia, la prevención de tales injusticias no compensan por las desastrosas consecuencias de la intervención. El libro ilustra las limitaciones del poder y, también, destaca que las Mentes y otras inteligencias artificiales son tan vulnerables como los seres biológicos al dolor, la culpa y los remordimientos.
Un tema que cruza a través de toda la serie es si las personas, eventos o ideas son de importancia significativa en las crecientes y vastas escalas del espacio y tiempo, en un multiverso anidado donde nuestra realidad física es una de muchas otras dimensiones. La mayoría de las novelas pueden ser interpretadas como meditaciones sobre la significancia y la escala. A veces Banks demuestra este tema directamente en la narrativa. En Pensad en Flebas (1987), Horza y su tripulación visitan el Orbital Vavatch Orbital en el frente de combate de la guerra La Cultura - Idiran en el límite de su anunciada destrucción por La Cultura. El orbital es un hábitat lejos más vasto que cualquier planeta y famoso por su flota de megabuques que navegan sus aguas. La tripulación de Horza intenta incursionar en un megabuque de muchos kilómetros de largo que aparece en una increíblemente vasta escala durante la escena --pero este buque realmente es solo un pequeño elemento de una flota que sirve poco más como una atracción turística menor. El Orbital Vavatch en sí mismo puede ser visto sólo como un hábitat menor que ya no es importante como una base militar- El lugar donde Horza y su tripulación sufren tanto (capítulos 5, 6 y 7, el más largo de la novela) es rápidamente desintegrado por las armas de La Cultura en una muestra de lo que es "por todo su grandor humanamente perceptible, bastante perdido para el ojo de los animales. Un espectáculo para las máquinas, piensa Horza; que eso fue todo lo que era. Un acontecimiento secundario para las condenadas máquinas" (p. 285). También Banks a veces demuestra el tema en una exposición en el fondo. En los apéndices de Pensad en Flebas, la "perspectiva histórica" proporcionada por Banks concluye que el conflicto La Cultura-Indirano fue solamente una "pequeña y corta guerra que raramente se extendió a través de no más del 0,02% de la galaxia en volumen y de un 0,01% de la población estelar" --pero que esta guerra que duró sólo "cuarenta y ocho años y un mes" aún está clasificada por las civilizaciones más antiguas de la galaxia como uno de los eventos más interesantes de los "pasados cincuenta mil años" (p. 507). Es una nota al pie de página histórica a una crónica pero no digna de un enfrentamiento directo para las especies realmente antiguas para quienes las disputas territoriales son una distracción. La mayoría de las civilizaciones más antiguas consideran la creación de arte abstracto usando planetas y estrellas un pasatiempo más apropiado, como los Dra'Azon en Pensad en Flebas quienes mantienen los Planetas de los Muertos tal como el Mundo de Schar.
El tema de la significancia es mostrado en forma más explícita en un corto capítulo ("Space, Time", en castellano "Espacio, Tiempo") hacia el final de A Barlovento (2000). Un erudito muerto mientras intentaba alertar a La Cultura acerca de una conspiración que él accidentalmente había descubierto -y del cual las inteligencias artificiales conocidas como Mentes ya conocían- es reconstituida eónes más tarde por una versión altamente evolucionada de las especies que él había estado estudiando. La civilización llamada "La Cultura" incluso ya no es más recordada después de tanto tiempo. El erudito pregunta de cuánto tiempo él ha estado muerto y se le dice que cerca de un Gran Ciclo. "¿Uno, ah, galáctico, umm, Gran Ciclo?" pregunta él. "Que es lo que un Gran Ciclo es... Galáctico", se le responde (pp. 394-95). El tema de la significancia continua a través del final de la novela final, La Sonata del Hidrógeno (2012). El acto de la "sublimación" (una mente individual pero más frecuentemente una civilización completa transicionando desde el universo físico a la existencia no física en otra dimensión) ha sido desarrollado gradualmente a través de la serie de La Cultura, pero La Sonata del Hidrógeno se desarrolla alrededor de una civilización similar estrechamente alineada con La Cultura, los Gzilt, decidiendo colectivamente sublimar. Aquellos que apoyan la decisión de sublimar están deseosos de hacer cualquier cosa necesaria, incluso cometer asesinatos, para asegurar que nada sea revelado que pudiera alterar la masa crítica de creencia necesaria para asegurar que eso ocurra. Se cree ampliamente que nada realizado en el universo físico importa más después de la sublimación. El poco contacto que ocurre entre la dimensión de los sublimados y del universo físico es abstracto y confuso. Nada permanece de los sublimados en el universo físico, incluso cuando aquellos que están por sublimarse tratan intencionalmente de dejar atrás copias de ellos mismos o de sus mentes. Todo lo que un líder Gzilt puede lograr antes de la sublimación es sobornar a una especie "carroñera" menor para que bauticen la estrella principal Gzilt con su nombre -y nunca se revela si los Liseiden realmente mantienen su parte del acuerdo. Al final, el mayor hábitat Gzilt, la "Girdleciudad" que rodea la circunferencia de uno de sus principales planetas, es dejada virtualmente abandonada para ser saqueada por los Liseiden. Pero esta es la forma en que los Gzilt mismos inicialmente la consiguieron, ya que la Girdleciudad originalmente fue construida por una oscura civilización anterior que también sublimó y que fue olvidada. Esta novela final de La Cultura termina con un Gzilt que escogió no sublimar acabando su interpretación de la sonata del título de la novela, una composición matemáticamente compleja y oscura y virtualmente no escuchable para un instrumento que tenía que ser inventado para poder tocarla, en un planeta virtualmente vacío. Luego ella abandona el instrumento que "capturado en una brisa en remolino producida por la partida del volador, resuena en forma vacía. El sonido fue barrido por el aire ausente" (p. 517). Este es el último eco de una vez famosa composición y de una vez poderosa civilización pronto a ser olvidada en la vastedad del tiempo galáctico.
La Sonata del Hidrógeno (2012) también presenta una particularmente provocativa meditación sobre la significancia --¿La realidad finalmente realmente existe? Las mentes de La Cultura involucradas en el incidente Gzilt realizaron simulaciones altamente detalladas en sus substratos computarizados para modelar varios resultados de lo que podría haber sucedido en la realidad. Esta práctica largamente establecida de realizar simulaciones habían llevado a las Mentes llamaban el "Problema Simulación": ¿Qué tan cercana a la vida y la inteligencia era éticamente posible permitir llegar a las simulaciones? (p. 271). El modelo predictivo es más exacto mientras más cercanos a la vida y a la inteligencia se les permita llegar a los seres en la simulación --pero qué debería hacerse después con la realidad simulada que contiene seres pensantes y con sentimientos? Esto hace surgir "la siempre difícil pregunta, ¿cómo sabemos que no estamos en una simulación? Existen razones convincentes e inescapables muy sólidas y aparentemente basadas en la realidad matemática por las cuales creer que toda esta preocupación en este continuo debate sobre la ética de las simulaciones estaban genuinamente en el nivel básico de la realidad" pero tales "evidencias reasegurados podrían ser parte de tal ilusión" (pp. 274-75). La idea de que los eventos percibidos como reales y naturales por los participantes realmente podrían ser artificiales e instigados por inteligencias lejos más avanzadas fue presentada previamente en Materia (2008). En el capítulo 18 ("The Current Emergency", en castellano: La Emergencia Actual), la causa de Ferbin es rechazada por un paranoico general extramundo tan inmerso en guerras artificiales arregladas por sus empleadores Nariscene que ya no parecía saber donde el experimento observada terminaba y donde comenzaba la realidad. En La Sonata del Hidrógeno (2012), el experimento de simulación Gzilt es incluso más vasto, funcionando por más 10.000 años, para finalmente ser considerado un error avergonzante para la civilización sublimada responsable. Mientras que las Mentes de La Cultura luchan con la ética de si la verdad debería ser revelada, una nave Mente previamente sublimada llamada el Zoologista aparece para influir el resultado al afecta la Mente de su nave madre llamada Caconym. Una vez que la verdad es descubierta, el Zoologista huye de su anfitrión y se reúne con los sublimados. El rol del Zoologista puede ser el reflejo de la filosofía inherente en el Problema Simulación en que un creador ético está "en alguna manera exigido por el honor en ser honesto con sus creaciones en algún punto y aclararles que ellos no son reales y que existen por el deseo de otro orden de seres" (p. 274). La noción de que la realidad percibida puede ser simulada es también reflejada en dos personajes menores en la novela --un agente de La Cultura cuya mente está almacenada hasta que sea necesario y quien ve la "SIMULACIÓN" flotando en su visión cada vez que la Mente que lo hospeda se comunica con su conciencia almacenada en el computador; y un androide Gzilt tan apresuradamente programado para una misión que no puede ser cambiado desde el modo de entrenamiento e insiste que todo lo que experimenta es una práctica "simulada", y no definitivamente una misión en el mundo real.

## Lugar dentro de la ciencia ficción
Cuando aparecieron por primera las historias de La Cultura, la ciencia ficción estaba dominada por el cyberpunk, un subgénero pesimista que se preocupaba acerca de, pero que no ofrecía soluciones para, el emigración de los puestos de trabajo a países con costos labores inferiores o con regulaciones menos estrictas, el constante incremento en el poder de las corporaciones y las amenazas a la privacidad provocadas por las redes de computadores. Las historias de La Cultura eran space operas, sin ningún intento de realismo científico y Banks usó esta libertad en forma extravagante con el propósito de enfocarse en los aspectos políticos y humanos de su universo; él incluso rechaza la inevitabilidad del capitalismo, que tanto el cyberpunk como las primeras space operas habían asumido como un hecho, al crear una sociedad anarquista con un sabor socialista. La space opera había alcanzado su máximo en la década de 1930, pero comenzó a declinar en la medida de que los editores de revistas como John W. Campbell demandaban aproximaciones más realistas. Para la década de 1960 la mayoría de las space operas eran sátiras acerca de los estilos anteriores,[cita requerida] tales como las historias de La rata de acero inoxidable y Bill, héroe galáctico de Harry Harrison, mientras que se consideraba que las space operas televisadas y en el cine tales como Star Trek y Star Wars habían idiotizado el subgénero.[cita requerida] Las historias de La Cultura hicieron mucho para revivir la space opera.

## Técnicas literarias
Banks ha sido descrito como "un incorregible jugador de juegos" tanto en estilo como en estructura, y con el lector. Tanto en sus historias sobre La Cultura como en su trabajo fuerza de la ciencia ficción, existen dos lados en Banks, el "parlanchín feliz" que trae escenas a la vida y "el personaje menos amigable" quien "elabora la, a menudo, salvaje estructura de sus historias". Banks utiliza un amplio rango de estilos. En El Jugador inicia de una manera pausada a la medida de que presenta el sentido de aburrimiento y de inercia del personaje principal, y adopta para la línea principal de la historia un estilo "ahorrativo, funcional" que contrasta con los "fuegos artificiales" de las historias posteriores. Algunas veces los estilos utilizados en Excesión se relacionan a la función y el personaje focal de la escena: lento y pausado y detallado para Dajeil, quien aún está lamentando los traumáticos eventos acaecidos décadas antes; una parodia de los caballeros de campo dedicados a cazar, disparar y pescar, algunas veces una reminiscencia de P. G. Wodehouse, quien al describir el punto de vista de los Affront; la nave Serious Callers Only (en castellano: Sólo Peticionarios Serios), temiendo involucrarse en el conflicto entre las facciones de las Mentes, habla en verso críptico, mientras que la Sleeper Service (en castellano: Servicio de Durmientes), actuando como un detective independiente, adopta un estilo hard boiled. Por otra parte Banks a menudo hace equivocarse a los lectores al usar descripciones prosaicas para el escenario más grande, autodesprecio y humor para las acciones más heroicas, y un estilo poético al describir una de las matanzas de los Affront.
Banks disfruta acumulando las expectativas y luego sorprende al lector.[cita requerida] Incluso en El Jugador, que tiene el estilo y estructura más simple de la serie, la última línea del epílogo revela quien estaba realmente moviendo las cuerdas detrás de escena todo el tiempo. En todas las historias de La Cultura, Banks subvierte muchos de los clichés de la space opera. Las Mentes no están complotando para apoderarse del universo y nadie está siguiendo un gran plan. El cómico y oscuro doble acto de Ferbin y Holse en Materia no es algo que la mayoría de los escritores hubiera colocado en "el normalmente el contexto sin humor y reprobador de la space opera". Incluso los nombres de las naves espaciales de La Cultura son un chiste –por ejemplo Lightly Seared on the Reality Grill (en castellano: Ligeramente Chamuscada en la Parrilla de la Realidad), Experiencing a Significant Gravitas Shortfall (en castellano: Experimentando una Significativa Carencia de Gravedad) (parte de un chiste recurrente en la serie) y Liveware Problem (en castellano: Usuario Problema) (ver liveware).
Banks a menudo utiliza "forasteros" como personajes de punto de vista, y decía que al utilizar un enemigo de La Cultura como el personaje principal de Pensad en Flebas, la primera historia de la serie, le permitió presentar una visión más completa de La Cultura.[cita requerida] Sin embargo, este personaje se da cuenta de que sus intentos de planificar para cualquier cosa concebible que pudiera ocurrir en una misión son muy similares a lo que La Cultura realiza con todas sus decisiones, y para el final él sospecha que escogió el lado incorrecto.
El personaje focal de El Jugador está aburrido por la falta de un real desafío en su vida, y es chantajeado para convertirse en un agente de La Cultura, admira la vitalidad del Imperio Aza pero luego es disgustado por su brutalidad,[cita requerida] y gana la final del torneo al jugar utilizando un estilo que refleja los valores de La Cultura.
El Uso de las Armas presenta a un mercenario que no pertenece a La Cultura quien acepta los beneficios de la asociación con La Cultura, incluyendo la inmortalidad como el pago por su primera asignación, y realiza varias peligrosas misiones como un agente de La Cultura, pero se queja de que es mantenido en la ignorancia acerca de los objetivos de sus misiones y que en algunas de las guerras en que él ha combatido quizás La Cultura ha respaldado a ambos bandos, con una buena razón.
A Barlovento usa tres comentaristas sobre La Cultura, un Behemotauro casi inmortal, un miembro de la raza empujada en una guerra civil por una intervención de La Cultura que resultó errónea, y un embajador de una raza del mismo nivel tecnológico que La Cultura.
Las escenas de acción de las historias de La Cultura son comparables a aquellas de las películas taquilleras. En una entrevista, Banks dijo a que él le gustaría que Pensad en Flebas fuera filmada "con un presupuesto muy, muy, muy grande" y que a él no le importaría si a la historia se le diera un final feliz, siempre que las escenas de acción más grandes se mantuvieran. Por otra parte El Jugador se basa principalmente en la tensión psicológica de los juegos por los cuales se selecciona al gobernante del Imperio Azad.
Banks no es claro acerca de muchos de los detalles de fondo en las historias, tal como las reglas del juego que la pieza principal de El Jugador, y alegremente no hace ningún intento en el área de la credibilidad científica.

## Génesis de la serie
Banks dijo que él concibió La Cultura en la década de 1960, y que esta es una combinación de cumplimiento de deseo y una reacción contra la ciencia ficción predominantemente de derecha producida en Estados Unidos. En su opinión, La Cultura podría ser un "gran lugar donde vivir", sin la explotación de las personas o de las inteligencias artificiales, y cuya población podría crear seres más grandes que ellos mismos.
Antes de que su primera novela fuera publicada, La Fábrica de Avispas (1984; una historia que no es ciencia ficción), que fue aceptada en el año 1983, Banks escribió cinco libros que fueron rechazados, de los cuales tres eran de ciencia ficción. En el primer borrador de Banks de El Uso de las Armas en el año 1974, su tercer intento en una novela, La Cultura solo era el trasfondo que pretendía mostrar que el agente mercenario estaba trabajando para los "tipos buenos" y que él era responsable por sus propios errores. Esa vez él persuadió a su amigo Ken MacLeod para que la leyera y MacLeod trató de sugerir mejoras, pero el libro tenía demasiada prosa púrpura y una estructura muy complicada. En el año 1984, poco después que La Fábrica de Avispas fuera publicada, le pidió a MacLeod que leyera nuevamente el Uso de las Armas, y este le dijo que había "una buena novela luchando por salir", y le sugirió las narraciones intercaladas hacia delante y hacia atrás que aparecieron en la versión publicada en el año 1990. La novela corta Última Generación, que le proporciona el título a la colección del año 1991, se remonta al año 1979, con el primer borrador de El Jugador remontándose al año 1980 y el de Pensad en Flebas al año 1982.

## Recepción
Inversiones ganó el Premio de Ciencia Ficción de Italia de 2004 para la Mejor Novela Internacional.
La edición estadounidense de A Barlovento fue escogida por los editores de SF Site como una de "Mejores Libros de Ciencia Ficción y Fantasía de 2001" después de que la edición británica había perdido esa nominación por un puesto el año anterior.
El Uso de las Armas apareció en el libro de Damien Broderick Science Fiction: The 101 Best Novels 1985-2010 (en español: Ciencia Ficción: Las Mejores 101 Novelas 1985-2010).